# جايسون لو
جايسون لو (بالملايوية: Jason Lo)‏ هو مغني ماليزي، ولد في 27 أبريل 1975 في كوتشينغ في ماليزيا.

## وصلات خارجية
- جايسون لو على موقع ميوزك برينز (الإنجليزية)